# Шилкина, Ульяна Викторовна
Ульяна Викторовна Шилкина (род. 9 марта 1970, Темиртау, Казахская ССР) — российский кинорежиссёр, сценарист и продюсер.

## Биография
Родилась 9 марта 1970 года в городе Темиртау, Казахстан. В 1994 году окончила факультет журналистики Московского государственного университете МГУ. В 1999 году окончила факультет режиссуры игрового фильма ВГИКа (мастерская Владимира Хотиненко).
В 2007—2009 годах — программный директор Московского фестиваля короткометражных фильмов «Дебюты».

## Фильмография

### Режиссёр
1. 1998 — Когда-то мы жили в горах
2. 2000 — Ничего страшного
3. 2003 — Список влюблённых РФ
4. 2005 — Убойная сила-6, серия 5 «Овертайм»
5. 2006 — Золотой телёнок
6. 2007 — Экватор
7. 2010 — Холст

### Сценарист
1. 1998 — Когда-то мы жили в горах
2. 2000 — Ничего страшного
3. 2003 — Список влюблённых РФ
4. 2007 — Неваляшка — была уволена продюсером Виктором Глуховым с формулировкой «профнепригодность».
5. 2010 — Холст

### Продюсер
1. 2010 — Холст

## Признание и награды
- 2006 — «Почётная безграмота» «за вялую и бессмысленную экранизацию» одного из самых смешных русских романов XX века (телесериал «Золотой Телёнок»)
- 2001 — МКФ к/м фильмов в Клермон-Ферране (Приз от «Canal +», фильм «Ничего страшного»)
- 2000 — РКФ «Литература и кино» в Гатчине (Приз за лучший режиссёрский дебют, фильм «Ничего страшного»)
- 2000 — Международный студенческий кинофестиваль ВГИКа (Приз жюри за лучший игровой дипломный фильм, фильм «Ничего страшного»)
- 2000 — МКФ «Послание к человеку» (Приз жюри конкурса дебютов, фильм «Ничего страшного»)
- 2000 — Конкурс студенческих работ на соискание премии «Святая Анна» (Вторая премия, фильм «Ничего страшного»)
- 2000 — Участие в конкурсной программе Венецианского Кинофестиваля